# Deiphobella
Deiphobella es un género de mantodeos perteneciente a la familia Mantidae. Es originario de Asia.

## Especies
Comprende las siguientes especies:
- Deiphobella gardeneri
- Deiphobella laticeps